# Seznam poslanců Moravského zemského sněmu (1902–1906)
Toto je seznam poslanců Moravského zemského sněmu ve volebním období 1902–1906.
| Jméno                                      | Kurie                | Volební obvod                             | Strana             | Poznámka                        |
| ------------------------------------------ | -------------------- | ----------------------------------------- | ------------------ | ------------------------------- |
| Albrecht Hugo                              | měst                 | Mor. Třebová, Svitavy, Březová            |                    |                                 |
| Baratta Richard                            | velkostatkářská      | II. sbor                                  |                    |                                 |
| Bauer Saleský František                    | virilista            | olomoucký arcibiskup                      |                    | Do r. 1904 jako brněnský biskup |
| Bauer Viktor                               | velkostatkářská      | II. sbor                                  |                    |                                 |
| Belcredi Ludvík                            | velkostatkářská      | I. sbor                                   | konz. velkostatkář |                                 |
| Beneš František                            | venkovských obcí     | Tišnov                                    |                    |                                 |
| Blankenstein Jan                           | velkostatkářská      | II. sbor                                  |                    |                                 |
| Bojakovský z Knurova Bedřich               | velkostatkářská      | II. sbor                                  |                    |                                 |
| Brandhuber Karl                            | měst                 | Olomouc                                   |                    |                                 |
| Bubela Karel                               | měst                 | Holešov, Vsetín, Val. Meziříčí, Zlín atd. | staročech          |                                 |
| Dubský z Třebomyslic Quido                 | velkostatkářská      | II. sbor                                  |                    |                                 |
| d'Elvert Heinrich                          | měst                 | Brno (II. okres)                          |                    |                                 |
| Felzmann Rudolf                            | venkovských obcí     | Šumperk, Wiesenberk, Staré Město, Šilperk |                    |                                 |
| Frankl Ludwig                              | velkostatkářská      | II. sbor                                  |                    |                                 |
| Fritsch Heinrich                           | venkovských obcí (N) | Nový Jičín, Mor. Ostrava, Vsetín atd.     |                    |                                 |
| Fux Hugo                                   | měst                 | Nový Jičín, Štramberk                     |                    |                                 |
| Goebl Josef                                | měst                 | Unčov, Rýmařov                            |                    |                                 |
| Gomperz Julius                             | obch. a živn. komor  | brněnská komora                           | pokrokář           |                                 |
| Gomperz Philipp                            | velkostatkářská      | II. sbor                                  |                    |                                 |
| Götz Leopold                               | měst                 | Mikulov                                   |                    |                                 |
| Gross Gustav                               | měst                 | Jihlava                                   |                    |                                 |
| Haupt z Buchenrode Štěpán Viktor           | velkostatkářská      | II. sbor                                  |                    |                                 |
| Hayek Paul                                 | měst                 | Brno (IV. okres)                          |                    |                                 |
| Heimrich Jan                               | venkovských obcí     | Nové Město, Bystřice, Žďár                |                    |                                 |
| Heiter Wilhelm                             | obch. a živn. komor  | brněnská komora                           |                    | Zvolen 8. 5. 1905.              |
| Herberstein Albert                         | velkostatkářská      | II. sbor                                  |                    |                                 |
| Homma Heinrich                             | měst                 | Znojmo                                    | pokrokář           |                                 |
| Hruban František                           | měst                 | Uh. Brod, Vizovice, Val. Klobouky         |                    |                                 |
| Hruban Mořic                               | venkovských obcí     | Uherský Brod                              | katolickonár.      |                                 |
| Huber Hans                                 | velkostatkářská      | II. sbor                                  |                    | Zvolen 5. 10. 1904.             |
| Hulka Antonín                              | venkovských obcí     | Val. Meziříčí, Rožnov, Vsetín             |                    |                                 |
| Huyn Pavel                                 | virilista            | brněnský biskup                           |                    | Od r. 1904.                     |
| Chlumecký Johann von                       | velkostatkářská      | II. sbor                                  |                    |                                 |
| Jelinek Josef                              | měst                 | Brno (III. okres)                         | pokrokář           |                                 |
| Johanny Adalbert                           | měst                 | Moravská Ostrava, Místek, Brušperk        |                    |                                 |
| Kancnýř Bedřich                            | venkovských obcí     | Dačice, Jemnice                           |                    |                                 |
| Karásek Josef                              | velkostatkářská      | II. sbor                                  |                    | Zvolen 8. 5. 1905.              |
| Kelbl Jan                                  | venkovských obcí     | Židlochovice, Klobouky                    |                    |                                 |
| Kindermann Otto                            | venkovských obcí     | Šternberk, Rýmařov                        |                    | Zvolen 18. 10. 1905.            |
| Kinský Filip Arnošt                        | velkostatkářská      | II. sbor                                  |                    |                                 |
| Klein v. Wisenberg Hubert                  | velkostatkářská      | II. sbor                                  |                    |                                 |
| Kobzík Jakub                               | venkovských obcí     | Hustopeče, Břeclav                        |                    | Rezignoval v srpnu 1905.        |
| Kofránek Julius                            | měst                 | Třebíč, Velké Meziříčí, Stonařov          |                    |                                 |
| Kohn Theodor                               | virilista            | olomoucký arcibiskup                      |                    | Do r. 1904.                     |
| Kopp Johann                                | venkovských obcí     | Mohelnice, Zábřeh, Unčov                  |                    |                                 |
| Koudela Josef                              | venkovských obcí     | Brno okolí, Ivančice                      |                    |                                 |
| Kulp Vojtěch                               | měst                 | Kroměříž                                  | staročech          |                                 |
| Kübeck z Kübau Maxmilián                   | velkostatkářská      | II. sbor                                  |                    |                                 |
| Luksch Josef                               | venkovských obcí     | Mikulov, Mor. Krumlov                     | německý agrárník   |                                 |
| Manner Hugo                                | velkostatkářská      | II. sbor                                  |                    |                                 |
| Michlovský Ondřej                          | venkovských obcí     | Hustopeč, Břeclav                         |                    | Zvolen 18. 10. 1905.            |
| Němec František                            | venkovských obcí     | Budějovice, Hrotovice, Náměšť             | lidovec            |                                 |
| Noha Emil                                  | měst                 | Šternberk                                 |                    |                                 |
| Novák Karel                                | měst                 | Krumlov, Ivančice, M. Budějovice atd.     |                    |                                 |
| Oberleithner Heinrich                      | obch. a živn. komor  | olomoucká komora                          |                    |                                 |
| Parma Edvard                               | měst                 | Příbor, Fulnek, Frenštát                  |                    |                                 |
| Pavlica Josef                              | venkovských obcí     | Uh. Hradiště, Uh. Ostroh, Strážnice       |                    | Zemřel 23. 5. 1906.             |
| Ferdinand Pemsel                           | venkovských obcí     | Znojmo, Jaroslavice, Vranov n. D.         | něm. lidovec       | Zemřel 26. 6. 1905.             |
| Perek Václav                               | venkovských obcí     | Prostějov, Plumlov                        |                    |                                 |
| Plachky Friedrich                          | měst                 | Hranice, Lipník, Podštát                  |                    |                                 |
| Podbrdský Josef                            | měst                 | Dačice, Telč, Slavonice, Jemnice          |                    |                                 |
| Podstatzký-Thonsern z Prussinowitz Theodor | velkostatkářská      | II. sbor                                  |                    |                                 |
| Pohl Wilhelm                               | měst                 | Mohelnice, Loštice, Litovel, Úsov         |                    |                                 |
| Pokorný Jan                                | venkovských obcí     | Vyškov, Bučovice, Slavkov                 |                    |                                 |
| Pospíšil Jan                               | venkovských obcí     | Třebíč, Velké Meziříčí                    |                    |                                 |
| Pospíšil Josef                             | velkostatkářská      | II. sbor                                  |                    |                                 |
| Pražák Otakar                              | měst                 | Kyjov, Bučovice, Vyškov, Strážnice        |                    |                                 |
| Primavesi Robert                           | obch. a živn. komor  | olomoucká komora                          |                    |                                 |
| Proskowetz Emanuel von                     | obch. a živn. komor  | olomoucká komora                          |                    |                                 |
| Přikryl Jan                                | venkovských obcí     | Kroměříž, Zdounky                         |                    |                                 |
| Přikryl Ondřej                             | měst                 | Prostějov, Německý Brodek                 |                    |                                 |
| Razumovsky Kamillo                         | velkostatkářská      | I. sbor                                   |                    |                                 |
| Richter Karel                              | venkovských obcí     | Hranice, Libavá, Lipník, Dvorec           |                    |                                 |
| Rohrer Rudolf                              | obch. a živn. komor  | brněnská komora                           |                    |                                 |
| Rozkošný Jan                               | venkovských obcí     | Přerov, Kojetín                           | staročech/agrárník |                                 |
| Salm-Reifferscheidt Hugo Leopold           | velkostatkářská      | I. sbor                                   | Strana středu      | Zemřel 31. 12. 1903.            |
| Samohýl Ladislav                           | venkovských obcí     | Holešov, Bystřice p. H., Napajedla        |                    |                                 |
| Schleimayer Eduard                         | měst                 | Hustopeč, Hodonín, Břeclav atd.           |                    |                                 |
| Schneider Johann                           | měst                 | Dvorec, Libavá, Beroun, Budišov           |                    |                                 |
| Schrötter Karel                            | velkostatkářská      | II. sbor                                  |                    | Rezignoval 30. 9. 1903.         |
| Seidel Anton                               | venkovských obcí     | moravské enklávy                          |                    |                                 |
| Seilern Karel František                    | venkovských obcí     | Kyjov, Hodonín, Žďánice                   |                    |                                 |
| Serényi Otto                               | velkostatkářská      | I. sbor                                   | konz. velkostatkář |                                 |
| Seydel Carl                                | velkostatkářská      | II. sbor                                  |                    |                                 |
| Singer Friedrich                           | obch. a živn. komor  | brněnská komora                           | něm. liberál       | Rezignoval v březnu 1905.       |
| Skene Alfred II.                           | velkostatkářská      | I. sbor                                   |                    | Zvolen 5. 10. 1904.             |
| Spiegel-Diesenberg Ferdinand August        | velkostatkářská      | I. sbor                                   | konz. velkostatkář |                                 |
| Stancl Josef                               | měst                 | Uh. Hradiště, Uh. Ostroh, Veselí          |                    |                                 |
| Stillfried Rudolf                          | velkostatkářská      | II. sbor                                  |                    |                                 |
| Stojan Antonín                             | venkovských obcí     | Jihlava, Telč                             |                    |                                 |
| Stolberg-Stolberg Günther                  | velkostatkářská      | II. sbor                                  |                    |                                 |
| Stránský Adolf                             | měst                 | Nové Město, Žďár, Bystřice atd.           | lidovec            |                                 |
| Svozil Josef                               | venkovských obcí     | Litovel, Konice                           |                    |                                 |
| Sýkora Josef                               | venkovských obcí     | Místek, Mor. Ostrava, Frenštát            |                    |                                 |
| Ševčík Vincenc                             | venkovských obcí     | Boskovice, Blansko, Kunštát               | křesťanský sociál  |                                 |
| Šílený Václav                              | měst                 | Přerov, Kojetín, Tovačov, Hulín           |                    |                                 |
| Tersch Emil                                | velkostatkářská      | II. sbor                                  |                    |                                 |
| Tersch Friedrich                           | měst                 | Šumperk, Staré Město, Zábřeh, Šilperk     |                    |                                 |
| Thonet Theodor                             | velkostatkářská      | II. sbor                                  |                    | Zvolen 21. 10. 1903.            |
| Ulrich z Jornsdorfu Eduard                 | velkostatkářská      | II. sbor                                  |                    | Zemřel 19. 3. 1904.             |
| Vetter Felix                               | velkostatkářská      | II. sbor                                  | Strana středu      |                                 |
| Vetter Moritz                              | velkostatkářská      | II. sbor                                  | křesťanský sociál  |                                 |
| Vychodil Josef                             | venkovských obcí     | Olomouc okolí                             | lidovec            |                                 |
| Wagner Franz                               | venkovských obcí     | Znojmo, Vranov, Jaroslavice               | něm. lidovec       |                                 |
| Widmann-Sedlnitzky Anton                   | velkostatkářská      | I. sbor                                   |                    |                                 |
| Wieser August                              | měst                 | Brno (I. okres)                           |                    |                                 |
| Zoffl Franz Josef                          | venkovských obcí     | Třebová, Svitavy, Jevíčko                 |                    |                                 |
| Zöllner Alois                              | venkovských obcí     | Šternberk, Rýmařov                        |                    | Rezignoval v srpnu 1905.        |
| Žáček Jan                                  | měst                 | Boskovice, Jevíčko, Konice                | staročech          |                                 |